# John D. Roberts
John Dombrowski Roberts (8 juin 1918 - 29 octobre 2016) est un chimiste américain. Il contribue à l'intégration de la chimie physique, de la spectroscopie et de la chimie organique pour la compréhension des vitesses de réaction chimique. Il est un pionnier de l'utilisation de la RMN, en se concentrant sur le concept de couplage de spin.

## Carrière

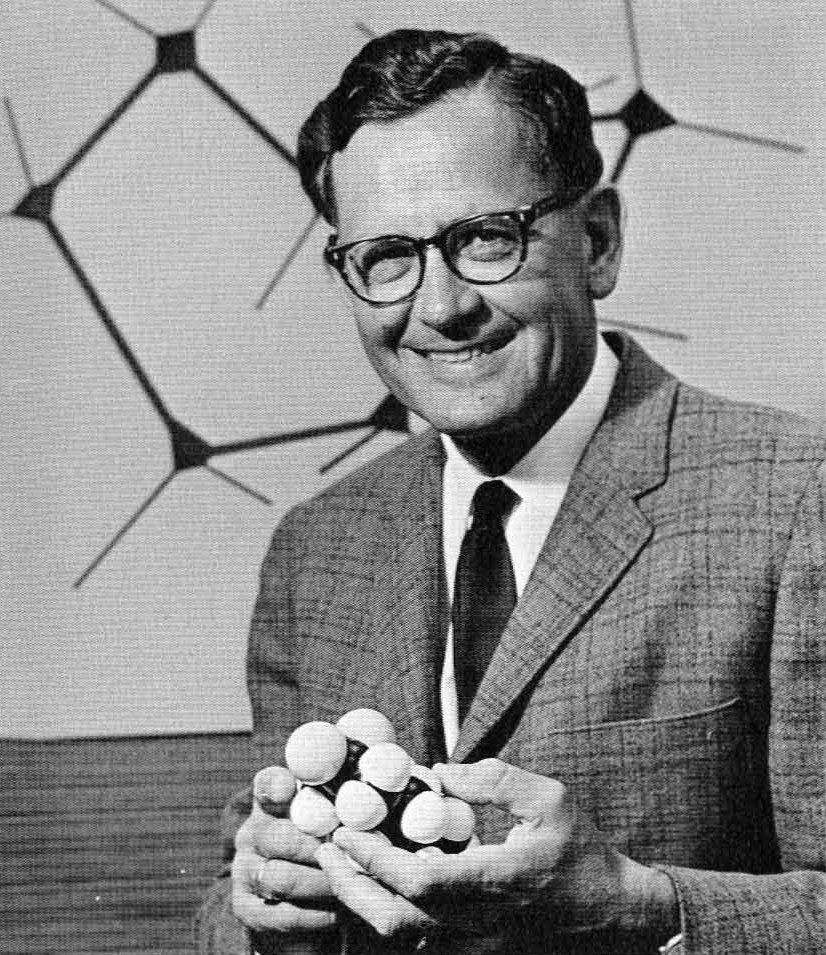
Robert en 1967

Roberts obtient à la fois un BA (1941) et un doctorat (1944) de l'Université de Californie à Los Angeles, sous la direction du professeur William Gould Young. Il occupe plusieurs postes au California Institute of Technology, dont celui de président de la division de chimie et de génie chimique de 1963 à 1968, doyen de la faculté et prévôt de 1980 à 1983 et professeur émérite de l'Institut de chimie (1988-2016) dans la division de Chimie et génie chimique. On lui attribue le mérite d'avoir amené la première étudiante diplômée, Dorothy Semenow, à Caltech lorsqu'il quitte le MIT,. Il est consultant pour DuPont Central Research (1950-2008) et pour Oak Ridge.
Il publie son autobiographie en 1990, The Right Place at the Right Time,. Roberts est décédé le 29 octobre 2016 à l'âge de 98 ans d'un accident vasculaire cérébral,.

## Récompenses et honneurs
Roberts est élu membre de l'Académie américaine des arts et des sciences en 1952 et membre de l'Académie nationale des sciences en 1956 à 38 ans. Il est élu à la Société américaine de philosophie en 1974. En 1978, il est élu Fellow du Explorers Club. En 1984, Roberts reçoit le Golden Plate Award de l'American Academy of Achievement reçoit la médaille Priestley en 1987, la médaille nationale des sciences en 1990, la médaille Glenn T. Seaborg en 1991, le NAS Award in Chemical Sciences en 1999, le Nakanishi Prize en 2001, le NAS Award for Chemistry in Service to Society en 2009, le Linus Pauling Legacy Award en 2006 et la Médaille d'or de l'Institut américain des chimistes en 2013.
Il reçoit des diplômes honorifiques de l'Université de Munich (1962), de l'Université Temple (1964) et de l'Université de Notre-Dame-du-Lac.
En 1998, il est nommé par Chemical & Engineering News comme l'un des 75 chimistes les plus influents des 75 dernières années.

## Livres
- John D. Roberts et Marjorie C. Caserio, Basic Principles of Organic Chemistry, W. A. Benjamin, 1977 (ISBN 978-0805383294, lire en ligne) (Alternate link to official Caltech repository for book)
- John D. Roberts, An Introduction to the Analysis of Spin-Spin Splitting in High-Resolution Nuclear Magnetic Resonance Spectra, W. A. Benjamin, 1961 (lire en ligne)
- John D. Roberts, Notes on Molecular Orbital Calculations, W. A. Benjamin, 1961 (ISBN 978-0805383010, lire en ligne)
- John D. Roberts, Nuclear Magnetic Resonance : Applications to Organic Chemistry, McGraw-Hill Book Company, 1959 (ISBN 9781258811662, lire en ligne)
- John D. Roberts, Ross Stewart et Marjorie C. Caserio, Organic Chemistry: Methane to Macromolecules, W. A. Benjamin, 1971 (ISBN 978-0805383324, lire en ligne) (Alternate link to official Caltech repository for book)